# David Mancuso
Pour les articles homonymes, voir Mancuso.
David Mancuso, dit Dave Mancuso, (né le 20 octobre 1944 à Utica (État de New York) et mort le 14 novembre 2016 à New York (État de New York)), est un disc jockey américain.

## Biographie
David Mancuso est le créateur des soirées musicales privées du Loft qui ont marqué la culture de New York dans les années 1970,. Sa musique est à l'origine du style disco et des innovations de la musique électronique. Elle est aussi liée  à l'émergence de la culture gay. David Mancuso disposait d'un équipement technique novateur et très sophistiqué, mais s'intéressait moins à la qualité du son qu'aux effets acoustiques et physiques produits sur les danseurs.